# Morăreni, Harghita
Morăreni (maghiară Nyikómalomfalva) este un sat în comuna Lupeni din județul Harghita, Transilvania, România.

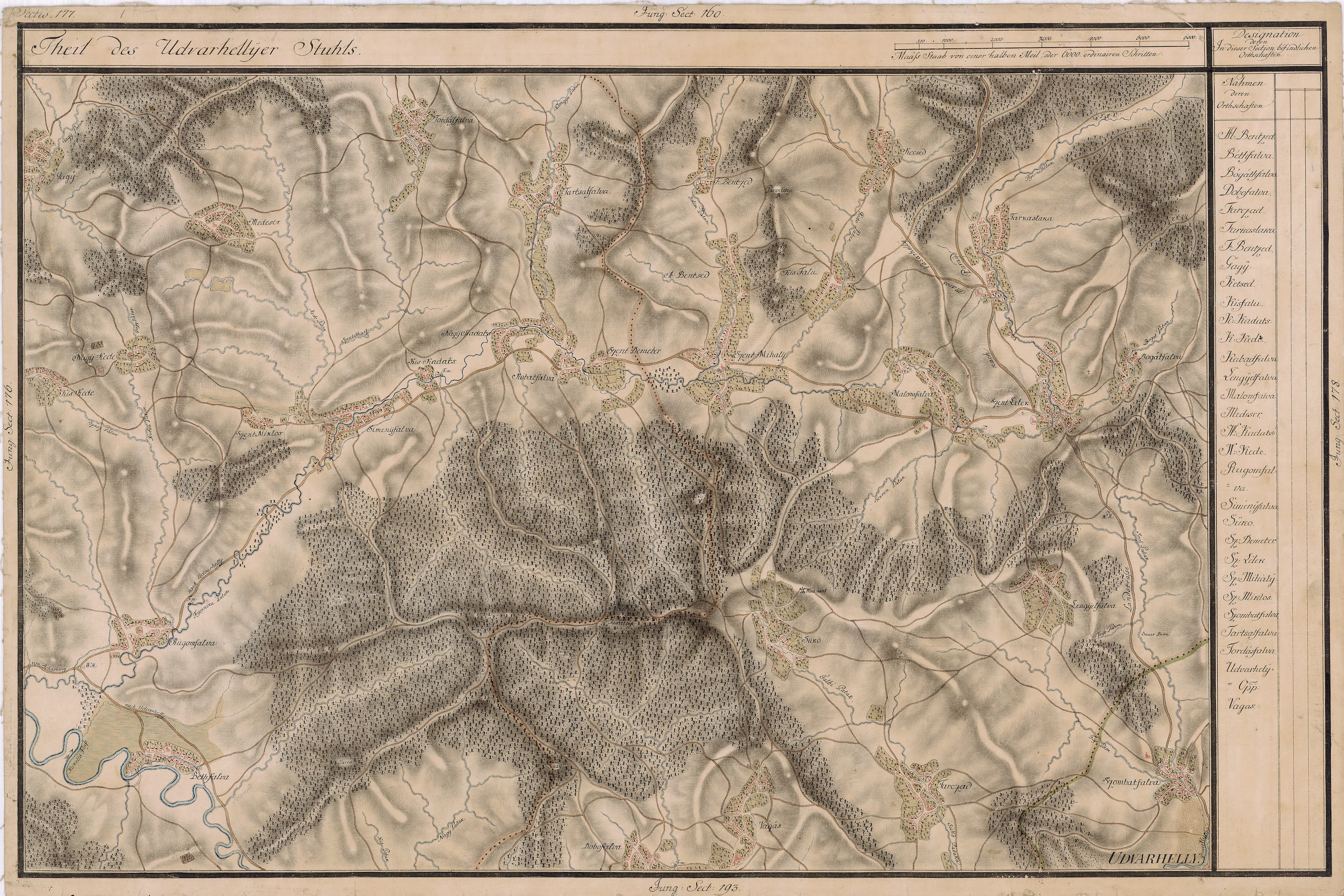
Morăreni în Harta Iosefină a Transilvaniei, 1769-73

## Imagini

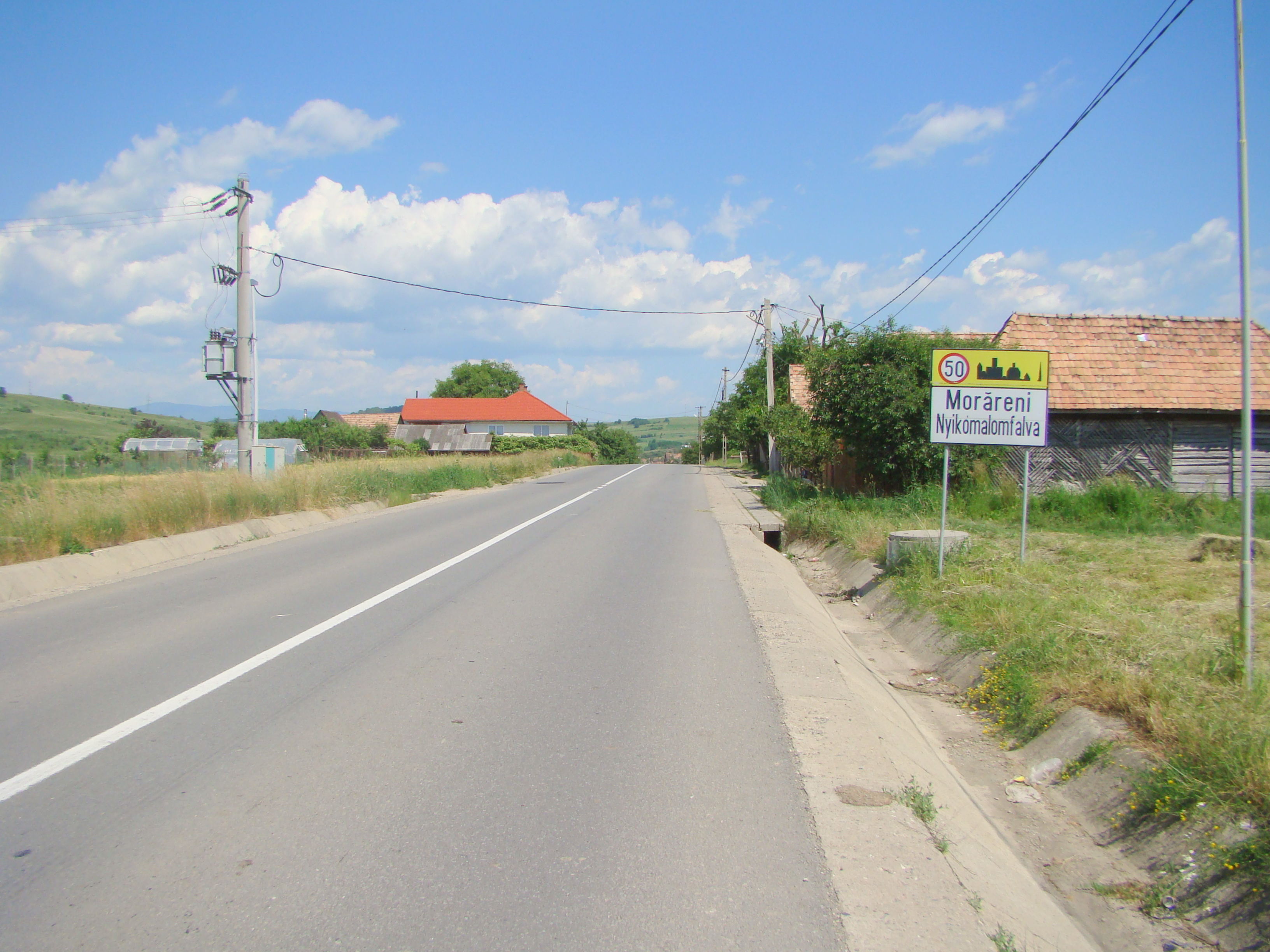
Intrarea în localitate
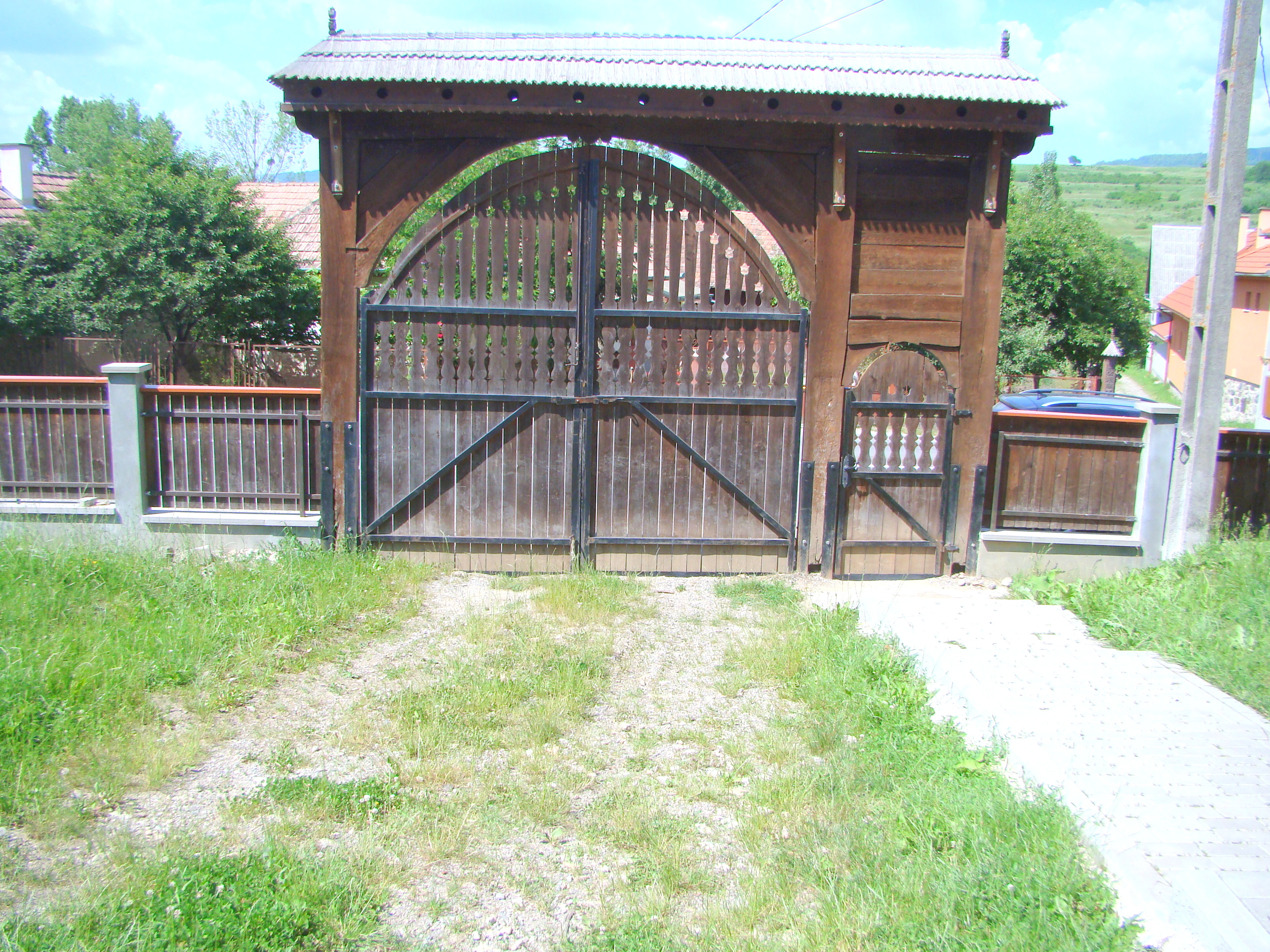
Poartă secuiască de lemn
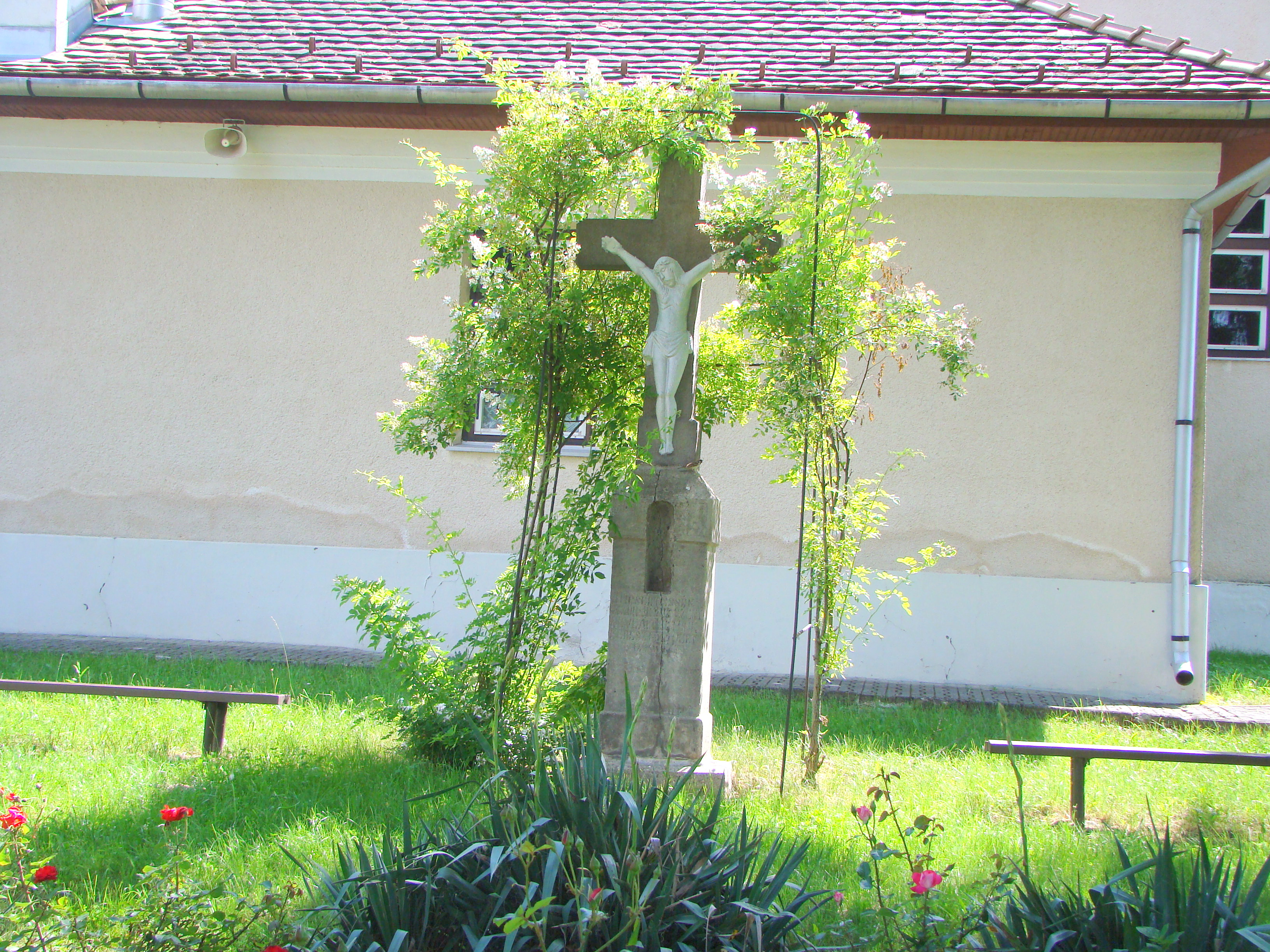
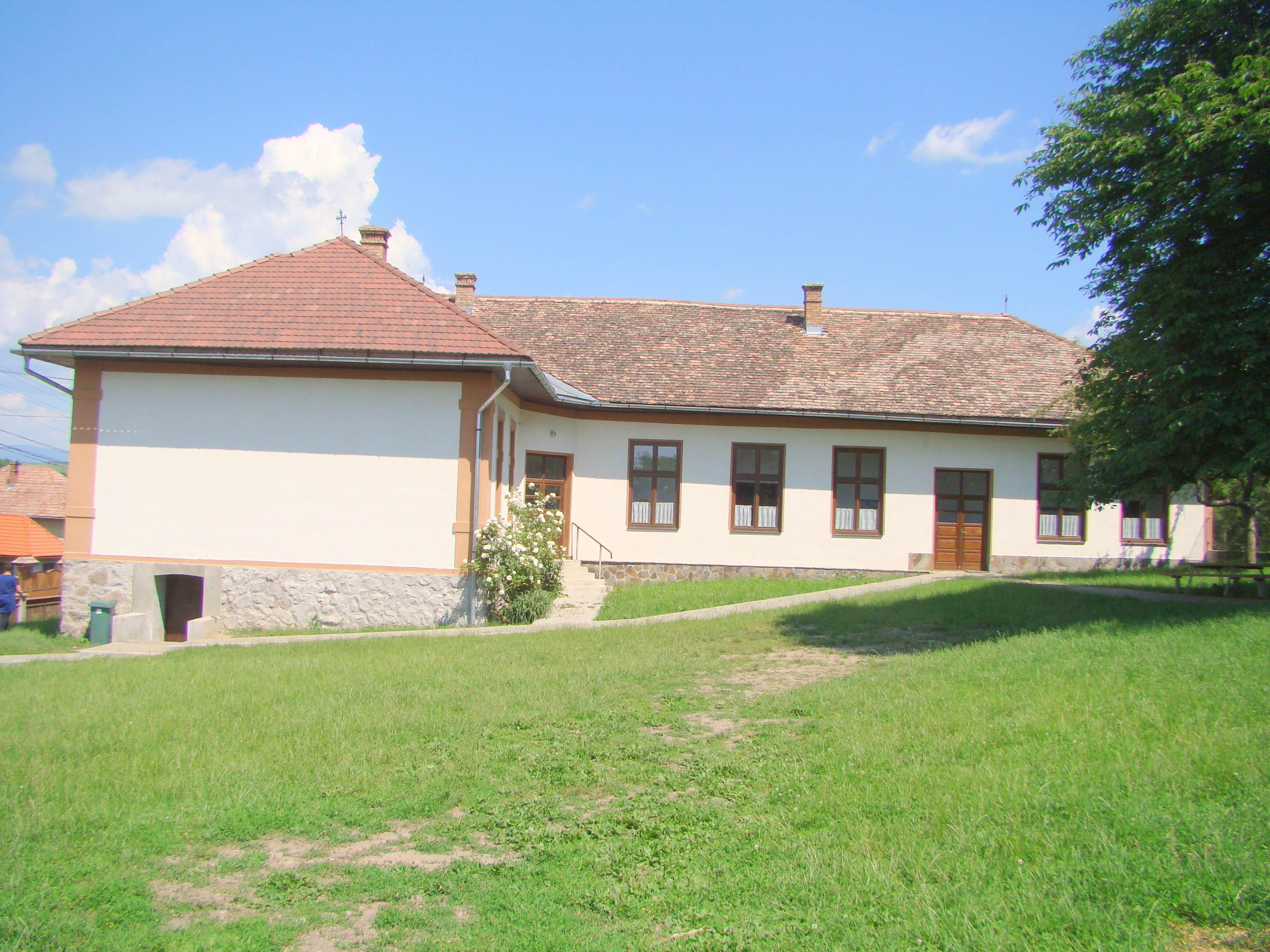
Școala
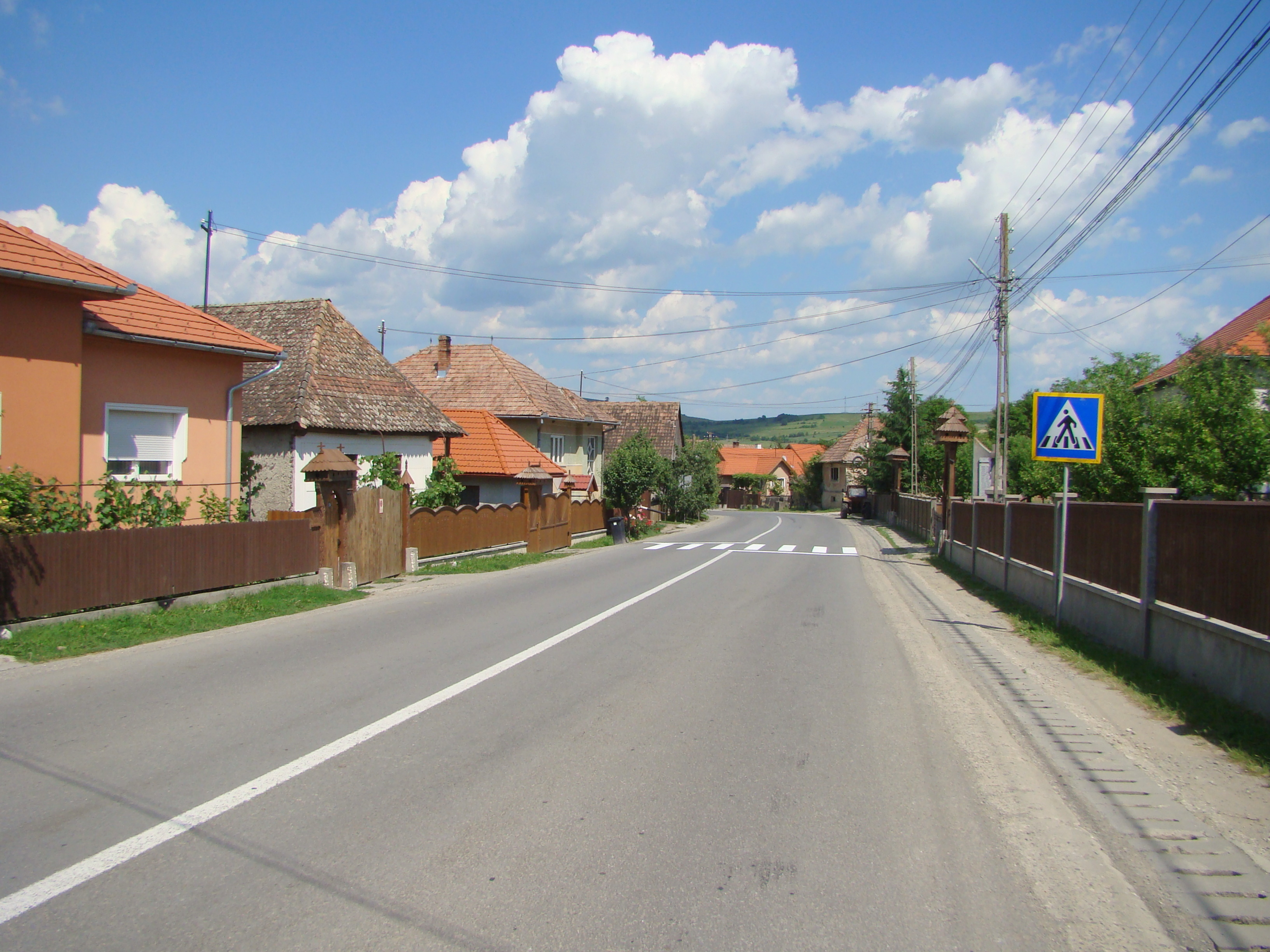

 Acest articol despre o localitate din județul Harghita este deocamdată un ciot. Puteți ajuta Wikipedia prin completarea lui.